# Cantone di Saint-Aubin-d'Aubigné
Il Cantone di Saint-Aubin-d'Aubigné era una divisione amministrativa dell'arrondissement di Rennes.
A seguito della riforma approvata con decreto del 18 febbraio 2014, che ha avuto attuazione dopo le elezioni dipartimentali del 2015, è stato soppresso.

## Composizione
Comprendeva i comuni di:
- Andouillé-Neuville
- Aubigné
- Chevaigné
- Feins
- Gahard
- Melesse
- Montreuil-le-Gast
- Montreuil-sur-Ille
- Mouazé
- Romazy
- Saint-Aubin-d'Aubigné
- Saint-Germain-sur-Ille
- Saint-Médard-sur-Ille
- Sens-de-Bretagne
- Vieux-Vy-sur-Couesnon